# Gullsjön, Dalarna
Gullsjön är en sjö i Hedemora kommun i Dalarna och ingår i Dalälvens huvudavrinningsområde.